# Perlica czubata
Perlica czubata (Guttera pucherani) – gatunek ptaka z rodziny perlic (Numididae). Występuje od Afryki Zachodniej na wschód przez całe pasmo zalesionych obszarów po Kenię i południową Somalię oraz na południe po Angolę, Zambię i północno-wschodnią RPA.

## Systematyka
Zwykle wyróżnia się pięć podgatunków G. pucherani:
- G. pucherani pucherani – perlica czubata – południowo-zachodnia Somalia do środkowej Tanzanii oraz wysp Zanzibar i Tumbatu.
- G. pucherani verreauxi – perlica modrolica[4] – Gwinea Bissau do zachodniej Kenii i na południe do Zambii i Angoli.
- G. pucherani sclateri – północno-zachodni Kamerun.
- G. pucherani barbata – południowo-wschodnia Tanzania do północnego Mozambiku i Malawi.
- G. pucherani edouardi – perlica czarnolica[4] – wschodnia Zambia do południowego Mozambiku i północno-wschodniej RPA.

Część autorów (w tym IUCN) dzieli takson G. pucherani na trzy odrębne gatunki: G. pucherani, G. verreauxi i G. edouardi. W starszym ujęciu systematycznym za G. pucherani uznawano tylko podgatunek nominatywny, a pozostałe cztery podgatunki zaliczano do G. edouardi.

## Morfologia
Długość ciała: 50 cm, rozpiętość skrzydeł: 75–100 cm, długość ogona: 13–16 cm. Masa ciała wynosi 1–1,2 kg.

## Tryb życia
Perlice czubate żyją na skrajach polan leśnych i gęstych zaroślach w wielu częściach Afryki na południe od Sahary. Są to bardzo towarzyskie ptaki i poza porą lęgową, kiedy chronią się w ustroniu, przebywają w stadach liczących od 10 do 30, a czasem nawet 50 ptaków. W ramach takiego stada pojedyncze rodziny trzymają się razem, ale czasami mogą żyć osobno. Wczesnym rankiem perlice opuszczają swe noclegownie na drzewach i wyruszają do lasu na żer. Kiedy słońce jest już wyżej i zaczynają się upały, perlice chronią się w cieniu. Czasem kąpią się w wodzie lub w piasku, rozpościerając szeroko pióra. W ten sposób pozbywają się pcheł i innych uciążliwych pasożytów. Przy poszukiwaniu pożywienia nawołują innych członków stada i wciąż się ze sobą porozumiewają. Dzięki głębokim głosom, przypominającym tok-a-tok-tok-tok-tok, stado trzyma się razem. W razie niebezpieczeństwa ptaki wydają głosy ostrzegawcze. Kogut stoi wyprostowany, z wyciągniętą szyją i odzywa się przenikliwym głosem. Całe stado unosi się i ulatuje na drzewa, gdzie pojedyncze ptaki stają się niewidoczne dzięki swemu ubarwieniu.

## Pożywienie
Pożywienie perlic składa się głównie z nasion i owoców, które uzupełniają innym pokarmem roślinnym oraz chrząszczami, szarańczą, termitami, a nawet różnymi gatunkami mięczaków. Zapasy płynów dopełniają z kałuż lub wodą z zalanych zagłębień skalnych, czy pni drzew. Kiedy możliwości te w porze suchej kończą się, ponieważ wszystko bardzo szybko wysycha, perlice wygrzebują dziobem z ziemi bulwy i korzenie, by zyskać potrzebne płyny. Przy poszukiwaniu pożywienia perlica biega we wszystkie strony z głową schyloną ku ziemi i wydziobuje wszystko, co wydaje się jadalne. Wiele owoców zbiera z drzewa. Od czasu do czasu perlice przebywają ze stadami małp, które też żywią się owocami. Małpy bowiem zrywają owoce i orzechy, a perlice czekają na to, co spadnie na ziemię.

## Rozmnażanie
Na początku pory godowej koguty zaczynają zaloty. Samiec prezentuje wspaniały taniec godowy, którym stara się oczarować partnerkę. Przestępuje z nogi na nogę, kiwa głową i całą szyją w górę i w dół. Ze swą wybranką opuszcza potem stado i znajduje odpowiednie miejsce na gniazdo. Perlice czubate tworzą pary na całe życie. Kiedy młode niemal dorosną, pary wracają do stada. Po parzeniu oba ptaki wygrzebują wśród liści pod krzewami płytki dołek w ziemi. Zagłębienie wyścielają liśćmi i trawą, a samice znoszą od 3 do 4 żółtobrązowych lub różowych jaj. Jaja perlic mają bardzo mocną skorupkę. Samica wysiaduje jaja przez ok. 25–28 dni. Kiedy kurczęta wyklują się, oboje rodzice je karmią. Pisklęta już po 15–20 dniach mogą się unieść na wysokość 2 m, na gałąź, na której nocują.

## Status
Międzynarodowa Unia Ochrony Przyrody (IUCN) dzieli perlicę czubatą na trzy gatunki, każdy z nich zalicza do kategorii najmniejszej troski (LC – Least Concern), a trend ich liczebności uznaje za stabilny.